# Pride (In the Name of Love)
Pride (In the Name of Love) – singiel zespołu U2 pochodzący z albumu The Unforgettable Fire, wydany we wrześniu 1984. Piosenka była pierwszym wielkim przebojem w historii grupy.

## Pomyłka w tekście
Traktujący m.in. o zabójstwie Martina Kinga tekst piosenki zawiera błąd merytoryczny – Bono śpiewa Early morning, April 4. Shot rings out in the Memphis sky. (Wczesny ranek, czwartego kwietnia. Odgłos strzału rozbrzmiewa nad niebem Memphis), w rzeczywistości King został zastrzelony wieczorem. Wokalista często „poprawia” swój błąd śpiewając na koncertach Early evening, April 4.

## Lista utworów

### 7"
1. „Pride (In the Name of Love)” (Single Version) – 4:40
2. „Boomerang II” – 4:48

### 12" (Irlandia i Wielka Brytania)
1. „Pride (In the Name of Love)” (Single Version) – 4:40
2. „Boomerang I” (Instrumental) – 2:47
3. „Boomerang II” – 4:48
4. „4th of July” (Long Version) – 2:38

### 12"
1. „Pride (In the Name of Love)” (Single Version) – 4:40
2. „Boomerang I” (Instrumental) – 2:47
3. „Boomerang II” – 4:48
4. „11 O’Clock Tick Tock” (Long Version) – 4:10
5. „Touch” – 3:21

### MC
1. „Pride (In the Name of Love)” (Single Version) – 4:40
2. „Boomerang I” (Instrumental) – 2:47
3. „Boomerang II” – 4:48
4. „11 O’Clock Tick Tock” (Long Version) – 4:10
5. „A Celebration” – 2:54